# C. A. Münchmeyer & Co.

Darstellung der Fabrik C. A. Münchmeyer & Co. in Wien (Mitte) und Niederlassungen in Wien (oben links) und Budapest (oben rechts).

Presserei

Druckerei

Versilberung

Comptoir

C. A. Münchmeyer & Co. war eine Fabrik versilberter und vergoldeter Metallwaren in Wien.

## Geschichte
Unter den Ersten, welche den Ersatz und die Nachbildung massiver Edelmetallobjekte durch Versilberung und Vergoldung auf galvanische Weise in umfassender Menge fabrikmäßig betrieben, befanden sich die Gründer der Firma C. A. Münchmeyer & Co., Carl Adalbert Münchmeyer und Ernst Rust, die ihre Tätigkeit im Jahre 1863 aufnahmen.
Der fortwährend sich erweiternde Geschäftsbetrieb erforderte, dass Adalbert Münchmeyer die Leitung der Berliner Fabrik mit der Zweigniederlassung in Paris übernahm, während die Wiener Fabrik nebst ihren Niederlagen an der Mariahilfer Straße 10 im 6. Bezirk und an der Waitznergasse 14 in Budapest von den beiden Gesellschaftern Ernst Rust und Adolf Wilhelm Hetzel übernommen wurde.
Das Wiener Fabriksetablissement war in einem eigens dafür errichteten, fünf Stockwerke umfassenden Rohziegelbau im Hintertrakt des Hauses an der Kaiserstraße 83 im 7. Bezirk untergebracht.
Das ganze Fabrikshaus war mit weitläufigen Souterrainräumlichkeiten unterkellert, so dass nicht nur die Dampfmaschine für den Antrieb der Transmissionen für das Souterrain, Parterre und den I. Stock, sowie das Kesselhaus sich dort befanden, sondern auch die sämtlichen Ateliers der Gießerei, Presserei und der mit Sandgebläse ausgestatteten Mattiererei. Die maschinelle Einrichtung der Presserei bestand aus mächtigen Dampf- und Handpressen, von denen besonders eine Friktionspresse mit außergewöhnlichen Dimensionen und einer Druckleistung von einer Million Kilogramm bedeutend war.
In den Parterresälen befanden sich die Metalldruckerei, die Gürtlerei und Schleiferei. Mit diesen Werkstätten stand ein Lötraum, sowie die Schreibstube des Werkführers in Verbindung.
Im Souterrain und Parterre fand die Herstellung der Fabrikserzeugnisse statt. Im ersten Stockwerk wurden die Erzeugnisse den Galvaniseuren übergeben und auf elektrolytischem Weg in Gold- und Silberbädern mit jenem soliden Überzug von Edelmetallniederschlägen versehen, welcher einen anerkannten Vorzug der Münchmeyer'schen Chinasilberobjekte bedeutete. Außer der galvanischen Vergoldung und Versilberung gelangen jedoch auch noch die Vernickelung, sowie die Oxidierung und alle einschlägigen modernen Techniken zur Anwendung.
Am Ende kamen die Metallkörper zur Politur und endgültigen Fertigstellung und verließen nun zur Montierung mit Glas- und Porzellanobjekten das erste Stockwerk.
Ihre Beförderung in der dritten Etage gelegenen Montierungsräume geschah durch einen großen Waren- und Personenaufzug, welcher sämtliche fünf Stockwerke der Fabrik befuhr. Die Montierungslokale der dritten Etage waren angefüllt mit großen Vorräten von Glas- und Porzellanwaren, Schalen, Vasen, Platten und dergleichen, wie man sie zur Adjustierung der einzelnen Gebrauchsgegenstände benötigte. Da sich in diesem Stockwerk die sämtlichen versandfertig hergestellten Verkaufsobjekte anhäuften, war zweckentsprechend auch die Expedition in dieselbe Etage verlegt worden.
Es wurden also sämtliche Aufträge vom dritten Stockwerk aus in der Weise effektuiert, dass die beorderten Gegenstände zunächst hier zusammengestellt und sodann in Papier eingeschlagen wurden. Hierauf brachte sie der Lift erst in den im Souterrain befindlichen Verpackungsraum, von wo aus die Verladungen erfolgten.
Die Fabrik verfügte über eine sehr große Anzahl von Artikelmodellen und -typen die den Zeitgeschmack trafen. Aus dem Grund musste immer ein größerer Vorrat von mindestens halbfertiger und fertiger Rohware auf Lager zu halten.
Zur Aufstapelung dieser Warenvorräte war das vierte Stockwerk reserviert. Von der Größe und dem Wert der Vorräte konnte man sich eine annähernd eine Vorstellung machen, da der Katalog der Fabrikserzeugnisse 3,000 Nummern von Artikeln umfasste, und dass von jedem einzelnen Artikel reichlicher Vorrat auf Lager, oft zu mehreren Hunderten, gearbeitet wurde.
Die technische Oberleitung und der kommerzielle Betrieb der Fabrik erfolgte von den im zweiten Stockwerke gelegenen Chefzimmern und Comptoirs. An die letzteren anstoßend befanden sich auch die Ateliers der Graveure, Guillocheure und Ciseleure, sowie der Mustersaal mit sämtlichen Erzeugnissen und Belegexemplaren.

## Produkte

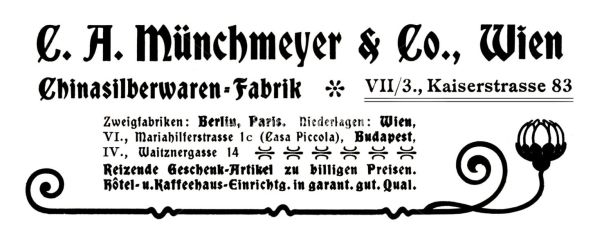
Zeitungsinserat der C. A. Münchmeyer & Co. (vor 1902)

Die Fabrik erzeugte Gebrauchs- und Luxusgegenstände aus Chinasilber in allen erdenklichen Genres, Stilarten und Wertabstufungen, von den kleinsten und billigsten Galanterieartikeln, wie Butterdosen, Zuckerkörben, Brotkörben, Aufsätzen, Schreibzeugen, Rauchgarnituren, bis zu den schwersten versilberten Bestecken, Girandolen, Tafelaufsätzen, Jardinièren, ferner Hotel-, Restaurant- und Kaffeehauseinrichtungen, Pensionen, Kuranstalten, Dampfschiffe, Spitalverwaltungen, Offiziersmessen usw., die mit vollendeter künstlerischer Durchbildung und ihrer unabnützbaren, wie gehämmerten Silberdecke vollen Ersatz für massiv silberne Objekte gewährt war.
Aus besonderer Rücksichtnahme auf die Anrainer und die Nebenbewohner hatte die Unternehmung überdies auch keine Kosten gescheut, um durch Aufstellung eines Rauchverzehrungs-Apparates neuester Konstruktion jede Belästigung der Umgebung zu unterbinden.
Der Absatz der Wiener Fabrikserzeugnisse vollzog sich in erster Linie nach den österreichischen und ungarischen Kronländern und den bosnisch-herzegowinischen Reichsländer. Doch auch in bedeutendem Maße wurde ins Ausland exportiert, und zwar ganz besonders nach den Balkanstaaten, Griechenland, der Türkei und Ägypten. Der Export nach den übrigen europäischen Staaten und überseeischen Handelsplätzen hingegen war wieder größtenteils der in Berlin errichteten Fabrik (S. O. Wrangelstraße 4) und auch dem vor 1898 in Paris aufgeführten Etablissement an der rue Bichat 52 überlassen.
C. A. Münchmeyer & Co. ging 1902 in die Argentor-Werke Rust & Hetzel auf.